# Katharina Reich (Künstlerin)

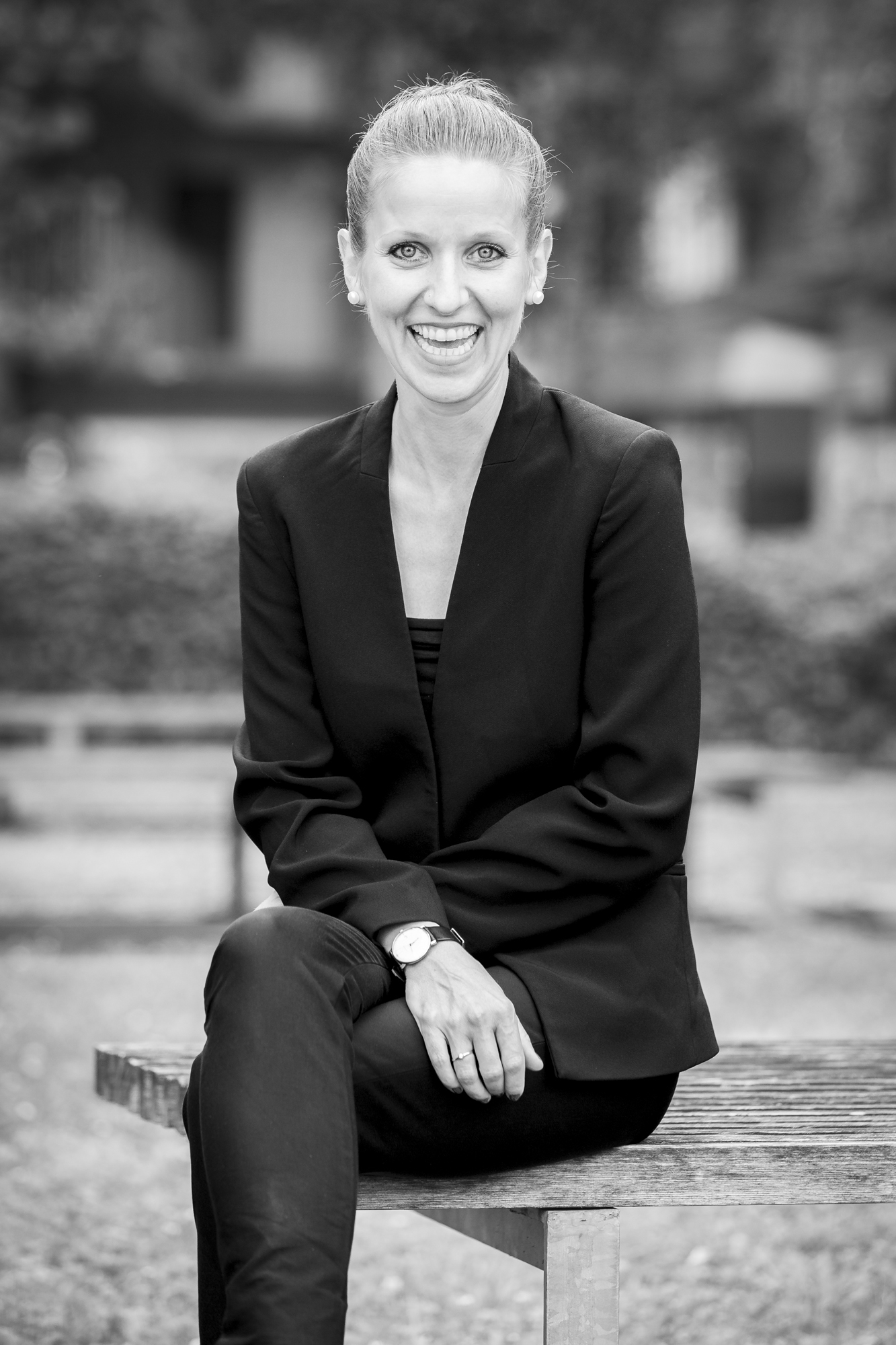
Katharina Reich (2024)

Katharina Reich (* 1980 in Wien) ist eine österreichische Architektin, Künstlerin, Kuratorin, Lyrikerin, Kunstvermittlerin, Publizistin und Dozentin.

## Biografie
Katharina Reich absolvierte bis 1999 die Wiener Kunstschule Herbststrasse, an der sie im Gestalten mit Metall, Holz und Keramik ausgebildet wurde. Anschließend studierte sie an der Akademie der Bildenden Künste Wien, wo sie 2009 diplomierte u. a. bei Nasrine Seraji, Odile Decq, Rüdiger Lainer. Das Thema ihrer Diplomarbeit war Housing as a Living Process – Wohnen in Ottakring. Einen Teil des Architekturstudiums absolvierte sie an der Universität für Angewandte Kunst bei Georg Glaeser.
Seit 2005 arbeitet Reich als freie Kunstschaffende. Ihr interdisziplinäres Schaffen erweitert sie durch das Mittel der Sprache. Seit 2020 ist sie Mitglied von PEN International. Sie lebt und arbeitet in Wien als Künstlerin, Kunstvermittlerin, Autorenschmuckkünstlerin, Consultant und Lyrikerin. Sie ist als Dozentin an der Universität für Angewandte Kunst, Universität für Bodenkultur (Lectures for Future), Theresianischen Militärakademie – MilAk und am SAE tätig. Sie hielt Vorträge und Lesungen, zum Beispiel an der FH Technikum Wien, im Werk X, beim Wiener Literaturfestival Schöner 66 (2018) und im Kulturverein Lames.
Reich ist Mitbegründerin und von 2010 bis 2011 Vizepräsidentin der Schmuckkunst-Foundation Österreich „Schmucktisch“. Sie ist Mitglied des Kunstnetzwerkes EOP, wo sie seit 2020 im Vorstand tätig ist, sowie des Wiener Künstlerhauses.
Reich ist publizistisch tätig. Seit 2022 schreibt sie eine monatliche Kolumne „PerspektivenReich“, in der es um Innovation, Wirtschaft, Streitkräfte und Sicherheitsthemen geht, zunächst für den Truppendienst, seit 2025 in Militär Aktuell.
Seit 2024 singt Reich als Sopran im Wiener Gesangsverein, der im Wiener Musikverein gegründet wurde.

## Werk
Seit 2005 ist Reichs Arbeit Verwurzelt, ein Ankauf durch das Jüdische Museum Wien, in der Grazer Synagoge zu sehen. Die Notfallsbuchstaben des Krankenhauses Nord sind ein Kunst-am-Bau-Projekt aus ihrer Feder. 2020 wurde sie mit dem Anne-Goldenberg-Preis ausgezeichnet.

## Ausstellungen (Auswahl)
- 2006: Kunst im Loft – Peinture Fraiche, Pop‐up Gallery, Wien
- 2006: Naschkunst, Gallery V&V
- 2008: Recyclingdesign, MuseumsQuartier, Wien
- 2008: Ein Licht geht auf – Soho in Ottakring, Wien
- 2009: Underground, Wien
- 2009: Walking Galerie, MuseumsQuartier, Wien
- 2009: Modepalast, MuseumsQuartier, Wien
- 2010: Fashion Week, Wien
- 2011: Lange Nacht der Schmuckkunst, (Kuratorin) Wien[15]
- 2012: SchmÜckFötÖ als Teil der Vienna Design Week, Wien
- 2014: ENTRISCH filligran RÄUDIG splittrig, Block 44, Wien
- 2015: BOardErLiNInG, Wien
- 2016: feinhaben… FEINally, Offspace, Wien
- 2017: Narbenkatharsis, Akademie der bildenden Künste Wien
- 2017: Narbenkatharsis II – nie vergessen, KSZ Wien[16]
- 2017: DonChuanaFiniot, Wien
- 2017: verletzlichMelanzani, Wien
- 2018: Narbenkatharsis, HurtMindFuck, Bujattivilla Wien
- 2018: ZerknautschteSchönheit, Arnulf Rainer Museum, Baden
- 2018: Zwischenzeitlich Zweifel, Wien
- 2019: Frau Tochter, Foto Wien und OpenCave, Wien
- 2021: Montierte Welten, Intakt, Wien[17]
- 2024: Ent-täuscht, Würdigung durch Brentano Stiftung für Literatur, Frankfurt
- 2025: Demokratie und KI, Beteiligung an Gruppenausstellung, Steyer[18]

## Sammlungen Museum
- seit November 2005: Installation Verwurzelt, Synagoge Graz, Kauf durch das Jüdische Museum Wien
- seit Mai 2016: ITS‐Archive, Museum Triest

## Performances
- 2008: The mystery of the enchanted cars, in Kooperation mit Toxic Dreams am Donaufestival Krems
- 2008: Kooperation mit Brut und Cornelia Scheuer in Performance
- 2018: One Minute Drawings, Brunnenpassage Wien
- 2019: schneckenrennen, Lames im Parque del Sol, St. Pölten
- 2019: unschuldig, im Rahmen von Raw Matters #71 im Theater Spektakel, Wien[19]

## Film
- 2007: Ausstattung und Kostümdesign Reflection
- 2019: Kunstfilm und Werbespot Beryll

## Publikationen

### Beiträge
- Rüdiger Lainer, Heidi Pretterhofer, Dieter Spath (Hrsg.): Lagerhaus Remake. Architektonische Handlungsansätze für die Umgestaltung des Handelsunternehmens „Unser Lagerhaus“. Im Auftrag von RWA Austria, Eigenverlag RWA Austria, Wien 2005, ISBN 3-902422-10-6.
- Evi Fuks (Hrsg.): Minhag Styria: jüdisches Leben in der Steiermark. Ausstellungskatalog im Auftrag des Jüdischen Museums Wien und des Jüdischen Kulturzentrums Graz. Wien 2005.

### Gedichte
- hormone und wut. Gedicht. Poetry Slam OBEN am Dach, Wien 2018.